# Albert Lynch
Albert Lynch (1851, Lima, Peru - 1912) - renumit pictor peruvian.
A lucrat sub conducerea pictorilor Gabriel Ferrier și Henri Lehmann. Modelele sale favorite erau prezențele feminine. A ilustrat volume precum "Dama cu camelii" de Alexandre Dumas fiul sau La Parisienne de Henry Becque.

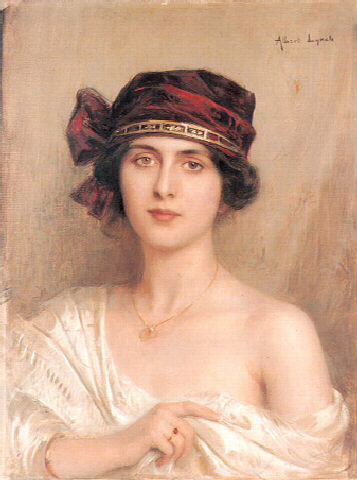
Portrait d'une jeune femme - Lucrare de Albert Lynch, 1890

În România, lucrările lui Albert Lynch se găsesc în colecția Vladimir Anton.

## Studii
- Școala de Belle-Arte din Paris.

## Expoziții
- Salon of French artists (Premiat în 1890 și 1892)
- Universal Exhibition (Premiat cu Medalia de Aur în 1900)

## Tehnică folosită
- Guașă
- Pastel

1. 1 2 3 4   https://www.artuk.org/artdetective/discussions/discussions/can-more-be-found-about-peruvian-artist-albert-lynch-b-1851-what-is-his-date-of-death, accesat în 17 octombrie 2019 Lipsește sau este vid: |title= (ajutor)
2. ↑  Archives de Paris
3. ↑  Art UK
4. ↑  Lynch, Albert (1851-19..), Autoritatea BnF, accesat în 26 martie 2021
5. ↑  RKDartists, accesat în 2 martie 2018
6. ↑  Autoritatea BnF, accesat în 10 octombrie 2015